# Antoine Charles Louis de Lasalle

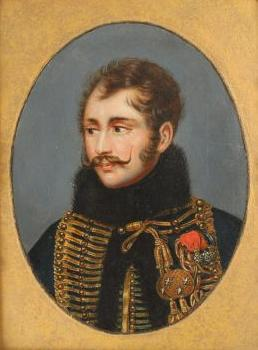
General Lasalle

Antoine Charles Louis de Lasalle (* 10. Mai 1775 in Metz, Département Moselle; † 6. Juli 1809 in der Schlacht bei Wagram) war ein französischer Kavalleriegeneral während der Französischen Revolution und der Napoleonischen Kriege. Besser bekannt ist er heute unter dem Namen „Der Husaren-General“. Er gilt als der größte General der leichten Kavallerie seiner Zeit.

## Kindheit und Jugend
Antoine Charles Louis de Lasalle wurde am 10. Mai 1775 in Metz geboren. Seine Eltern, Pierre Nicolas de Lasalle d’Augny, ein Offizier der königlichen französischen Armee, und Suzanne Dupuy de la Gaule, gehörten dem niederen Adel an.
Schon früh zeigte sich sein militärisches Interesse. Im Alter von elf Jahren trat er in das Régiment d’infanterie d’Alsace ein.
In der Revolution wurde er am 25. Mai 1791 Sous-lieutenant im 24e régiment de cavalerie (24. Kavallerieregiment). Bis dahin war es ein Privileg des Adels, Offizier zu werden. Doch dies wurde 1792 durch die Revolution abgeschafft. Da er adelig war, verlor er sein Kommando. Doch er blieb Frankreich loyal und reiste nach Paris, wo er dem Bataillon Section des Piques beitrat, das der Garde nationale angehörte. 1793 trat er freiwillig der „Armée du Nord“ im 23e régiment de chasseurs à cheval  (Jäger zu Pferde) bei. Dadurch, dass er während einer Schlacht an der Spitze einiger Chasseurs eine gegnerische Batterie angriff und einnahm, wurde ein Vorgesetzter auf ihn aufmerksam und wollte ihn befördern, doch Lasalle lehnte ab, da ihn diese Beförderung von seinen Männern distanzieren würde.

## Italienfeldzug
Am 10. März 1795 wurde Lasalle zum Lieutenant befördert und wurde Adjutant von General François-Christophe Kellermann. Am 6. Mai 1795 wurde er zur Italienarmee abkommandiert und  am 7. November 1796 zum Capitaine befördert. Während der Schlacht von Vicenza am 17. Dezember 1796 griff er an der Spitze von 18 Reitern 100 österreichische Husaren an und schlug diese in die Flucht.
Da er für Napoleon hinter den österreichischen Linien kundschaftete und Informationen beschaffen konnte, wurde er von ihm am 6. Januar 1797 zum Chef d’escadron befördert.

## Ägyptenfeldzug
Nachdem der Italienfeldzug beendet war, wechselte Lasalle in die Orientarmee. Mit ihr nahm er am 21. Juli 1798 an der Schlacht bei den Pyramiden teil. Dort schnitt er den Mamluken den Rückzug ab. Dafür wurde er von Napoleon zum Kommandanten der „22e demi-brigade de chasseurs à cheval“ ernannt. Anschließend wurde er Louis Charles Antoine Desaix unterstellt und kämpfte am 11. August 1798 in der Schlacht bei Salalieh. In der Schlacht bei Rémedieh rettete er General Louis-Nicolas Davout. Kurz darauf griff er den Anführer der Mamluken Osman Bey an und zwang den Gegner zur Flucht. Daraufhin kämpfte er noch bei Samanhout und Gehmi und wurde schließlich nach Unterägypten geschickt, wo er die Kommunikation sicherte.
Nach seiner Rückkehr nach Frankreich wurde er 1800 zum Kommandanten des 10e régiment de hussards ernannt und zu einem unbekannten Zeitpunkt zum Général de brigade befördert.  

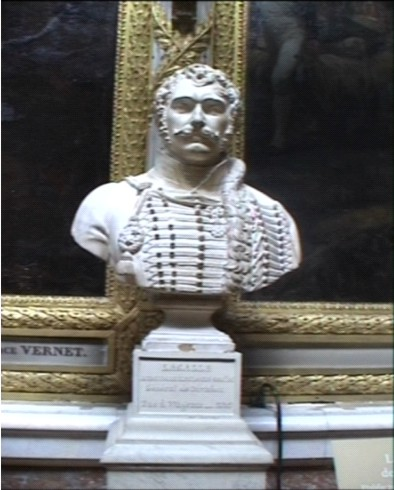
Büste in der Schlachtengalerie des Schloss Versailles

Am 30. Dezember 1806 erfolgte seine Beförderung zum Général de division.

## Tod in der Schlacht bei Wagram
Lasalle fiel am 6. Juli 1809 am zweiten Kampftag der Schlacht bei Wagram bei einem Reiterangriff gegen das Zentrum der österreichischen Truppen (ungarisches Infanterie-Regiment Nr. 39).
Der Tote wurde auf einem Bauernwagen in das Palais Rasumofsky gebracht und in der Folge mit allen militärischen Ehren auf dem Friedhof St. Marx (3. Wiener Gemeindebezirk) beigesetzt. Nach etwa 80 Jahren wurde das Grab von einem Angehörigen der lokalen französischen Botschaft entdeckt, und am 23. September 1891 erfolgte die von französischer Seite veranlasste Exhumierung der Leichenreste. Diese wurden für den Heimtransport noch am selben Tag auf dem Wiener Westbahnhof feierlich verabschiedet. An dem Festakt beteiligten sich auch die Erzherzoge Albrecht und Wilhelm, Söhne des 1809 kommandierenden Oberbefehlshabers, Karl von Österreich-Teschen.
Die Beisetzung in Paris erfolgte am 3. Oktober 1891 im Caveau des Gouverneurs der Cathédrale Saint-Louis-des-Invalides unter anderem im Beisein des Militärgouverneurs von Paris, Félix Gustave Saussier, der in seiner Trauerrede der tapferen österreichisch-ungarischen Armee für den am Sarg des verstorbenen Helden entfalteten militärischen Pomp dankte.

## Ehrungen
1829 wurde vom Schwiegersohn des Generals, General Alexei Petrowitsch Jermolow, der nach seinem Moskauer Ämterverlust das niederösterreichische Schloss Frohsdorf 1828 erworben hatte, ein Denkmal über der an der Friedhofsmauer gelegenen Grabstätte errichtet. Dieses Grabmal ersetzte eine ursprünglich angebrachte, textlich knapp gehaltene Marmortafel.
Lasalles Büste wurde in der 1837 eröffneten Schlachtengalerie des Schloss Versailles aufgestellt. Im Innenhof (Cour des Communs) des Schlosses von Lunéville steht ein Reiterstandbild mit Lasalle in Husarenuniform.